# Finnois de la Baltique
Les Finnois de la Baltique ou Fenniques sont un peuple finno-ougrien du nord-est de l'Europe dont les descendants actuels sont les Finnois, les Caréliens, les Vepses, les Ingriens, les Votes, les Livoniens et les Estoniens qui parlent des langues fenniques.

## Théories de l'origine

### Théorie de la Migration
Selon la théorie de la Migration basée principalement sur la linguistique comparée les proto-Finnois ont migré de leur ancien habitat situé au nord-ouest de la Sibérie ou la Russie occidentale vers les rivages de la mer Baltique aux alentours de 1000 av. J.-C., époque à laquelle les Estoniens et les Finnois se séparent.
Cette théorie de la migration est mise en question depuis les années 1980 par la généalogie, le craniométrie et l'archéologie. 
Récemment une nouvelle forme de la théorie de la migration a la faveur de la nouvelle génération de linguistes qui considèrent que les données archéologiques, génétiques ou craniologiques ne peuvent fournir des preuves de langues préhistoriques.

### Continuité d'occupation
Durant les 30 dernières années, la recherche scientifique en anthropologie physique, les analyses craniométriques, et les fréquences de génome mitochondrial et de ADN chromosome Y (en) ont réduit la vraisemblance de la théorie de la Migration supposant une migration majeure vers l'ouest opérée il y a 3 000 années. 
La théorie de la continuité d'occupation affirme que les ancêtres génétiques des peuples finno-ougriens faisaient partie des premiers peuples autochtones d'Europe,.
L'origine des habitants des rivages de la mer Baltique au Mésolithique reste en débat parmi les scientifiques.
À partir de la seconde partie du Mésolithique nombreux pensent que des tribus finno-ougriennes venant de l'Est ou du Sud-Est approximativement vers -4000 et -3000 et se mélangent à la population existante qui adopte la langue proto-finno-ougrienne et la culture de la céramique à peigne des arrivants.
Les membres de ce groupe ethnique de langue finno-ougrienne sont considérés comme étant les ancêtres des Estoniens actuels.
Les données Y-chromosomales ont aussi révélé une parenté finno-ougrienne commune des mâles des autres Baltes locuteurs des langues baltes indo-européennes.
Selon les études, les mâles baltes sont beaucoup plus apparentés aux Finnois de la Volga comme aux Maris, qu'aux Finnois de la Baltique.
L'indication d'une origine finno-ougrienne est trouvée plus fréquemment chez les Lettons (42%) et Lituaniens (43%) que parmi les Estoniens (34%). 
Les résultats suggèrent que les territoires de l’Estonie, de la Lettonie et de la Lituanie ont été habités par des tribus parlant des langues finno-ougriennes depuis le début de l'ère mésolithique.